# Középkori keresztény nézetek Mohamedről
Az alábbi szócikk a Mohamedről szóló középkori keresztény nézetekről ad áttekintést.
A korai középkor idején a keresztény világban az iszlámra jobbára krisztológiai eretnekségként, Mohamedre pedig hamis prófétaként tekintettek. A késői középkor folyamán az iszlámot legjellemzőbben a pogánysággal sorolták egy csoportba, és Mohamedre úgy tekintettek, mint ördögtől sugalmazottra. Könnyedebb vagy jóindulatúbb rátekintés az iszlámra csak a muszlim birodalmak Európára irányuló katonai fenyegetésének megszűnte után, a modern korban alakult ki, lásd Orientalizmus.
A legkorábbi feljegyzés, amely Mohamedről szóló keresztény ismeretről tanúskodik, bizánci forrásokból, nem sokkal Mohamed 632-ben bekövetkezett halála utáni időszakból származik. Az érett középkori keresztes háborúkkal, és a késői középkor folyamán az Oszmán Birodalom ellen zajló háborúkkal Mohamed keresztény fogadtatása jóval polemikusabbá vált, az eretnekként történt besorolástól elmozdulva Mohamedet a Sátán szolgájaként vagy antikrisztusként ábrázolták, aki a pokolban fog kínzatni.

## Áttekintés
A Mohamedre vonatkozó muszlim nézetekkel szemben a keresztény ábrázolás csaknem ezer éven át többnyire negatív maradt.

## A korai középkorban
A legkorábbi (dokumentált) Mohamedről szóló keresztény információk bizánci forrásokból származnak, nem sokkal a Mohamed 632-ben bekövetkezett halála utáni időszakból. A Doctrina Jacobi nuper baptizati című műben, amely egy frissen megtért keresztény és több zsidó közti párbeszédet rögzít, az egyik szereplő arról számol be, hogy fivére „arról írt [neki], hogy egy csaló próféta tűnt fel a szerecsenek között”. A Doctrina egy másik résztvevője pedig egyszerűen így jellemzi Mohamedet: „Csaló. Hisz a próféták karddal és harci szekérrel érkeznek-e?, … Meg fogjátok látni, semmi jó nem származik az említett prófétától, csak emberi vér ontása.” Bár Mohamedet sosem nevezik néven, látszik, hogy tudomásuk volt létezéséről. Az is kiviláglik, hogy zsidók és keresztények egyaránt negatív színben látják őt. Más korabeli források, mint Jeruzsálemi Szent Szophróniosz írásai is, azt mutatják, hogy nem volt tudomásuk arról, miszerint a szaracénoknak saját prófétájuk vagy hitük van, csupán azt jegyzik meg, hogy a (muszlim) szaracén támadások a keresztények bűnei miatti büntetés kell legyenek.
A Mohamedről való tudás vallásának korai hódításait követően vált elérhetővé a keresztény világban, később pedig Damaszkuszi Szent János egyik vitairatának lefordítása után, aki a „hamis próféta” kifejezést használta az eretnekségekről szóló művében (pontos fordításban: „Eretnekségek fonala: hogyan vették kezdetüket és honnan veszik eredetüket”). Az Encyclopædia Britannica szerint a Mohamed életéről szóló keresztény ismereteket "majdnem mindig becsmérlőleg használták". Egy másik befolyásos forrás az Epistolae Saraceni, vagyis az „Egy szerecsen levelei” címet viselő mű volt, amelyet egy keleti keresztény fordított le arabról latinra. A 9. századtól kezdve Mohamedről nagyon negatív latin nyelvű életrajzokat írtak, mint amilyen az őt antikrisztusnak nevező Álvaro de Córdoba-é is. A keresztény világ olyan hispániai mozarabokon keresztül is további ismeretekhez jutott Mohamedről, mint például a 9. században élt Cordóbai Szent Eulogius, a córdobai vértanúk egyike.

## Középkor
A 11. században Petrus Alfonsus, egy keresztény hitre tért zsidó volt a Mohamedről szóló értesülések újabb mozarab forrása. Később, a 12. század folyamán Petrus Venerabilis, aki Mohamedet az Antikrisztus előfutárának és Arius örökösének látta, elrendelte a Korán latinra fordítását (Lex Mahumet pseudoprophete), valamint a Mohamedről szóló közlemények gyűjtését, hogy a keresztény tudósok megcáfolhassák az iszlám tanításait.
A 13. század folyamán európai életrajzírók egy sor Mohamed életéről szóló munkával álltak elő, köztük olyan tudósok, mint például Petrus Paschasius, Ricoldus de Monte Crucis vagy Ramon Llull, Mohamedet e művek Antikrisztusként festették le, míg az iszlámról bebizonyították, hogy keresztény eretnekség. Azok a tények, hogy Mohamed írástudatlan volt, feleségül vett egy gazdag özvegyet, későbbi életében számos felesége volt, részt vett több háborúban, illetve úgy halt meg, mint egy hétköznapi ember, szemben azzal, ahogyan a keresztény hit Krisztus földi életének természetfeletti végét bemutatja, mind olyan érvek voltak, melyeket Mohamed lejáratására használtak fel.
A középkori tudósok és papok úgy tartották, hogy az iszlám Mohamed műve volt, őt pedig a Sátány inspirálta. A prédikátorok rendszeresen rágalmazták Mohamedet és a róla szóló legendákat tényekként tanították. Például annak érdekében, hogy kimutassák, Mohamed volt az Antikrisztus, azt állították, hogy Mohamed halála nem a 632., hanem a 666. évben történt – ami a Fenevad száma. A 666-os szám témájának másik változata szerint ez azt az időtartamot jelenti, amíg az iszlám domináns befolyást gyakorol a világban. A keresztények iszlám iránti megvetésének szóbeli kifejeződése volt, hogy Mohamed nevét Mahound-ra fordították át, aminek jelentése "megtestesült ördög". Mások gyakorta biztosították arról a jámbor keresztényeket, hogy Mohamed rossz véget ért. Az egyik változat szerint részeg kábulatában disznók közé esett és azok felfalták, ezzel magyarázták, hogy a muszlimoknak miért tiltott az alkohol, illetve a sertéshús fogyasztása. Egy másik, szintén az alkohol tilalmára vonatkozó beszámolóban Mohamed egy zsidótól és egy eretnek ariánus szerzetestől tanul a Bibliáról. Mohamed és a szerzetes lerészegednek, majd álomba merülnek. A zsidó megöli a szerzetest méghozzá Mohamed kardjával. Ezután Mohamedet hibáztatja, aki úgy hiszi, hogy ő követte el a bűnt részeg felindulásában, és ennek következtében megtiltja az alkohol fogyasztását.
A Leggenda di Maometto a hasonló történetek egyik további példája. E változat szerint a gyermek Mohamedet egy az Egyház börtöne elől Arábiába szökött eretnek keresztény gazember tanítja fekete mágiára, a felnőtt Mohamed pedig tetszés szerint válogat össze és értelmez félre bibliai szövegeket, hogy megalkossa az iszlámot. Ugyancsak követői romlottságának tulajdonítja ez az irat a muszlimok pénteki ünnepnapját, szemben a zsidó szombattal, illetve a keresztény vasárnappal, mivel az szerinte a többnejűségre utal ("dies Veneris" azaz Vénusz napja). Mohamed mint eretnek, hamis próféta, renegát bíboros vagy egy erőszakos vallás alapítója – ezek az erősen negatív ábrázolások sok más európai munkába is utat találtak, úgy mint a Chansons de geste (magyarul Vitézi ének néven is ismerik), William Langland Piers Plowman-je, valamint John Lydgate The Fall of the Princes-e.
A tizenharmadik századi Arany Legenda, amely a maga korában rendkívül népszerű hagiográfiai gyűjtemény volt, Magumeth-et (Mahometet vagy Muhammadot) hamis prófétaként és varázslóként mutatja be, korai éveit és kereskedőként tett utazásait az özvegy Khadijával kötött házasságán keresztül taglalja, "látomásait" pedig epilepsziás rohamok és egy Sergius nevű nesztoriánus szerzetes beavatkozásainak számlájára írja.

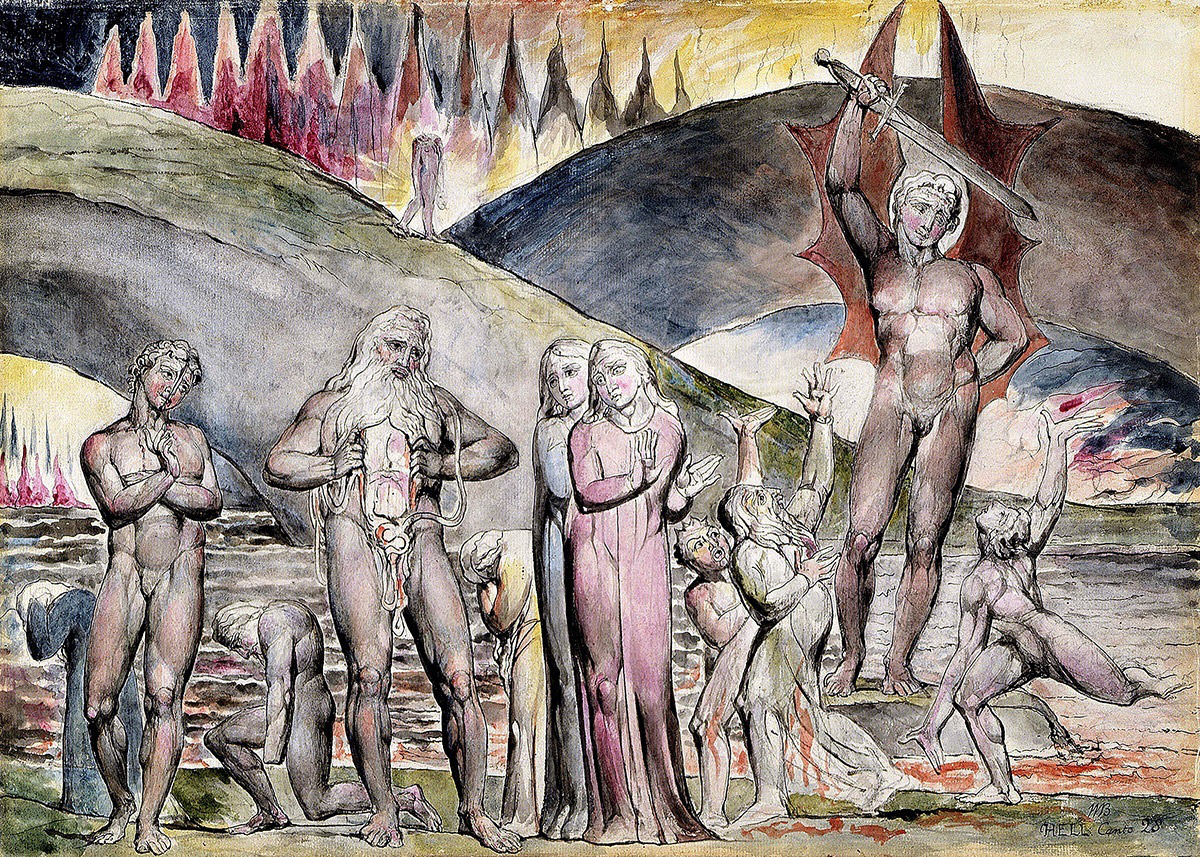
Mohamed széthúzza elhasított mellkasát - William Blake illusztrációja Dante Pokol c. művéhez.

Dante Isteni színjáték című művében Mohamedet a nyolcadik kör kilencedik bugyrába, a szakadást (szkizmát) okozók birodalmába, egész pontosan a vallási viszály magvát elhintők közé helyezi. Mohamedet félbeszakadtként, kilógó belekkel ábrázolja, ezzel mutatva be szakadást okozó voltát. (28. ének):
Láttál-e dongát hordóból kivéve?

úgy itt álltól az alsó szelelőig

hasított egyet végig szörnyű sérve.

Lába közt lógtak belei a földig;

mája kilátszott, s a zacskó, a ronda

melyben az étel sárrá zöcskölődik.

S míg merőn néztem, elmerülve gondba:

visszanéz, s két kézzel széthúzza keblét

és: „Nézd, hogy tépem testem!” – sírva mondja – 

„Nézd Mohamedet, mily csúnyán repedt szét!

  És nézd Alit mellettem: hajtól állig

  hasított arca elrontotta kedvét.”

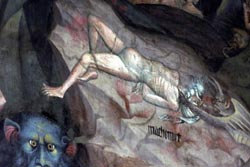
Mohamed kínoztatása a Pokolban – a San Petronio Bazilika freskója

Ez a jelenet gyakran látható az Isteni színjáték illusztrációin. Mohamedet mutatja be Giovanni da Modena egy 15. századi Utolsó ítéletet ábrázoló freskón és egy Dante illusztráció a San Petronio templomban, Olaszországban, Bolognában, valamint Salvador Dalí, Auguste Rodin, William Blake, Gustave Doré művein.
Egyik általánosan elfogadott állítás Mohamed ellen, hogy szélhámos volt, aki annak érdekében, hogy kielégítse a becsvágyát és szenvedélyét, olyan vallási tanításokat propagált, melyekről tudta hamisak. A kulturális kritikus és szerző Edward Said így írt az Orientalizmus című könyvben Mohemed Dante-féle ábrázolásáról:
Egy pozitívabb értelmezés jelenik meg a 13. században a hatalmas Artúr mondakör Lancelot és a Grál történetet leíró első könyvben a Estoire del Saint Grail-ban. A Szent Grál őrzője, Arimathiai József utazásainak leírásában az író azt mondja, hogy a legtöbb lakos a Közel-Keleten pogány volt, amíg el nem jött Mohamed, aki úgy jelenik meg, mint igaz próféta , akit Isten küldött, hogy elhozza a kereszténységet a régióba. Ez a küldetés azonban nem sikerült, mert Mohamed büszkeségből megváltoztatta Isten akaratát, ezáltal megtévesztve a követőit. Mindazonáltal Mohamed vallását úgy ábrázolta, mint ami jelentősen felülmúlja a pogányságot.
Az iszlám ábrázolása a Sir John Mandeville utazásaiban viszonylag szintén kedvező, bár sok pontatlan, mitikus jelleggel. Azt állítja, hogy a muszlimok könnyen átkeresztelkednek kereszténnyé, mert hitük, már most is sok szempontból hasonló, és hogy abban hisznek, hogy a keresztény kinyilatkoztatás csak a világ végéig tart. A muszlimok erkölcsi magatartása abban az időben úgy jelenik meg, mint ami felette áll a keresztényekének, és mint egy állandó szemrehányás a keresztény társadalom számára.
Más Romantikus Mohamed ábrázolások is kezdtek megjelenni a 13. századtól kezdve, mint például Alexandre du Pont Roman de Mahom-ja, a Mi'raj fordítása, a X. Alfonz Kasztília és León királyának udvari orvosa és fia által írt Escala de Mahoma ("Mohamed létrája").
A középkori európai irodalom gyakran említi a muszlimokat, mint a "hitetleneket" vagy a "pogányokat", vagy gúnynéven, mint például a paynim ellenség. Ezek az ábrázolások, mint például azok a Roland dalai által bemutatott muszlimok úgy imádják Mohamedet ('Mahom", "Mahumet') mint egy istent, ábrázolják őket különböző istenségeket imádó "bálványok" formájában, kezdve az Apollyon-on Lucifer-ig, de tulajdonít nekik egy isteni főnököt, aki úgy ismert, mint a "Termagant".
Ezzel szemben a középkori lovagregények, mint például a francia Arthur ciklus, pogányok, mint például az ősi Britek vagy a "Sarras" lakósai, Evelake király megtérése előtt, aki valószínűleg még Mohamed születése előtt élt, gyakran úgy jellemzik, mint aki ugyan azon istenek rendjét imádja, és mint ami azonos a muszlimok által elképzeltel (Termagant-imádó) minden tekintetben. Hasonlóképpen, a "Szaracén" meghatározás Pennaforti Szent Rajmund Summa de Poenitentia-ban azzal kezdődik, hogy behatárolja a muszlimokat, de végül beleért minden olyan személyt, aki sem nem keresztény, sem nem zsidó.
Amikor a Templomos Lovagokat eretnekséggel vádolták, bizonyítékként gyakran állították, hogy Baphometet, egy démont tiszteltek istenként, ami figyelemre méltó hasonlóságot mutat, az abban az időben a keresztény írók által Mohamed nevére általánosan használt Mahomettel, melynek eredete nem tisztázott. Ezek, illetve más variációk e témára lettek beállítva a "az idők természete" szerint, amely megmutatkozott egy Muszlim-Keresztény konfliktusban, amint a Középkori Európa a "nagy ellenség" koncepcióját építette ki felébredve a muszlimok futótűz gyorsaságú sikeres hódítássorozata nyomán nem sokkal a Nyugat-Római Birodalom bukása után, valamint a valós információk hiánya Nyugaton a titokzatos keletről.